# Diversidad sexual en Dinamarca
La diversidad sexual en Dinamarca es un hecho aceptado y normalizado, consagrándose como una de las sociedades más tolerantes del mundo con respecto a este tema. Dinamarca posee una legislación a favor de la no discriminación de las personas LGBT. Además ha sido pionera y referente en la aplicación de estas políticas antidiscriminatorias. Hay un amplio consenso en todo el espectro político danés sobre la defensa de la igualdad de gais, lesbianas, bisexuales y personas transgénero.
Dinamarca fue, en 1989 el primer país del mundo en reconocer a las parejas del mismo sexo con una ley de uniones civiles, esta ley fue aprobada por todos los partidos del parlamento danés, exceptuando el Partido Popular Cristiano.
El 7 de junio de 2012 el Parlamento aprobó una ley que reconoce el matrimonio entre personas del mismo sexo, tanto civil como de la Iglesia de Dinamarca.

## Historia
Antes de la Reforma protestante de Dinamarca, ocurrida en 1536, tanto la sodomía como otros comportamientos considerados como pecado bajo el derecho canónico eran manejados por tribunales eclesiásticos de la Iglesia Católica. Durante los años siguientes la sodomía no constituyó un delito tipificado en la ley nacional, aunque las cortes se manejaban con suficiente libertad como para perseguir las relaciones entre personas del mismo sexo aduciendo que contravenían las leyes establecidas por la Biblia. Durante el siglo XVII se tiene registro de cuatro casos de relaciones sexuales entre hombres que fueron juzgados por tribunales, de los cuales uno o dos (ocurridos en 1613 y 1628) tuvieron como sentencia la pena de muerte.
La aprobación del Código Penal de Dinamarca en 1683 criminalizó por primera vez las relaciones sexuales entre personas del mismo sexo, que fueron incluidas bajo el paraguas de "crímenes contra la naturaleza" y que también encompasaban a la zoofilia. La prohibición fue tipificada en el artículo 6-13-15 del sexto libro del Código Penal y establecía:

La conducta que vaya en contra de la naturaleza será castigada con muerte en la hoguera.

La primera interpretación del alcance de este artículo fue publicada en 1791 por el clérigo y jurista Christian Brorson, quien especificó que la muerte en la hoguera solo podía ser dictaminada cuando el crimen hubiese sido consumado, lo que de acuerdo a su interpretación requería la "efusión de semen" durante el coito. Para el resto de casos, Brorson establecía que la pena podía ser arbitraria. Sin embargo, la ley era principalmente utilizada para casos de zoofilia, pues en el caso de relaciones entre personas del mismo sexo, desde la introducción de la ley hasta 1820 solo se tienen registros de dos casos juzgados, ambos en la década de 1740.
Durante el período de entreguerras, gracias a la influencia de organizaciones alemanas a favor de los derechos LGBT como el Comité Científico Humanitario y el Institut für Sexualwissenschaft, se generó una red de personas LGBT en Dinamarca. Luego de que finalizara la Segunda Guerra Mundial, esta red reemergió y creó la Asociación de 1948, primera organización LGBT en la historia del país.

## Legislación
La homosexualidad fue legalizada en 1933 y desde 1977 se igualó la edad de consentimiento, establecida en los 15 años independientemente del sexo y la orientación sexual. Los homosexuales acceden libremente al ejército y las leyes contra los crímenes de odio contemplan la violencia contra personas en razón de su sexualidad desde 1987. Además desde 1996 está prohibida la discriminación por razón de orientación sexual en el trabajo. 
La legislación danesa también reconoce el derecho de asilo político a las emigrantes LGBT perseguidos en su país de origen.

### Parejas del mismo sexo
Dinamarca fue en 1989 el primer país en regularizar las uniones entre personas del mismo sexo. El Folketinget, (Parlamento Danés), ha discutido desde entonces la ampliación del derecho al matrimonio para estas parejas, la posibilidad de la inseminación artificial para las lesbianas, y el derecho de adopción. El 2 de junio de 2006 el parlamento abolió por mayoría la ley que desde 1997 prohibía a las lesbianas acceder a la inseminación artificial. Desde 1999 la adopción únicamente estaba contemplada para los hijos de la pareja, pero en marzo de 2009 el parlamento aprobó la adopción conjunta.
El 7 de junio de 2012, el Folketing aprobó una ley que reconoce los matrimonios del mismo sexo.

## Situación social
Una encuesta realizada en 2006 por el eurobarómetro reveló que el apoyo de la población al matrimonio entre personas del mismo sexo se situaba en el 69%. Apoyo que sólo se superaba en los Países Bajos y Suecia con un 82% y un 71% respectivamente. La aprobación de la adopción, sin embargo, era apoyada por un 44% de la población, misma cifra que en Austria.
En Dinamarca existen gran cantidad de servicios y negocios orientados al público LGBT o gay friendly, sobre todo en la capital, Copenhague, donde cada marzo se lleva a cabo la manifestación del Día del Orgullo Gay. También cuenta con numerosas publicaciones así como una emisora de radio, Radio Rosa.
La Iglesia de Dinamarca también es una de las más igualitarias del mundo, en 1997 sus obispos llegaron a un acuerdo para bendecir las uniones homosexuales.
La Asociación Nacional Danesa de Gays y Lesbianas, es la principal y más importante asociación LGBT de Dinamarca, fue fundada en 1948 por el histórico activista Axel Axgil. Otras asociaciones son HoBi Bornholm, TransDanmark o Gaynord.

## Situación en los territorios autónomos

### Groenlandia
En 1979 Groenlandia obtuvo la autonomía interna dentro del Reino de Dinamarca, con lo cual muchas políticas de la isla son regidas por su propio parlamento y algunas leyes aprobadas por el parlamento Danés, como la de la unión civil no entraron en vigor aquí. Aunque las leyes antidiscriminación y la igualdad en la edad de consentimiento en las relaciones sí están vigentes, además de una ley de unión civil aprobada en 1996.
Dentro del movimiento asociativo la organización, Qaamaneq (Luz), lucha por los derechos LGBT.

### Islas Feroe
Las islas Feroe poseen un estatuto similar al de Groenlandia desde 1948, con lo que muchas de las leyes aprobadas por el Parlamento danés después de la concesión de la autonomía no entran en vigor en las islas.
El 15 de diciembre de 2006, las islas Feroe introdujeron en su legislación la orientación sexual en sus leyes antidiscriminación, después de que en septiembre del mismo año el músico y presentador de radio Rasmus Rasmussen, abiertamente gay, fuese agredido en las calles de Tórshavn por cinco hombres. Otros derechos como la adopción o la inseminación artificial por parte de las parejas de lesbianas no están reconocidos en las islas. Además, las islas Feroe no ha legislado ningún tipo de reconocimiento a las parejas del mismo sexo, aunque en 2009 una propuesta de unión civil similar a la danesa se ha llevado a debate.
Friðarbogin es la primera asociación de defensa de los derechos LGBT de las islas, fundada en 2003. Desde 2004 forma parate de la Asociación de Organizaciones Nórdicas de Estudiantes LGBT.